# بيغمبرية
بيغمبرية (بالفارسية: پیغمبریه) هو مرقد تاريخي يعود إلى السلالة الصفوية، ويقع في قزوين.